# Reigny

Reigny este o comună în departamentul Cher, Franța. În 1 ianuarie 2022 avea o populație de 228 de locuitori.